# Robert J. Lang
Pour les articles homonymes, voir Lang.
Ne doit pas être confondu avec Robert Lang.
Robert J. Lang (né le 4 mai 1961) est un physicien américain et l'un des artistes et théoriciens de l'origami les plus connus au monde. Il est connu pour ses designs complexes et élégants, notamment d'insectes et d'animaux. Il a utilisé l'informatique pour modéliser les principes mathématiques de l'origami. Il a contribué à l'utilisation de l'origami pour résoudre des problèmes concrets d'ingénierie (espace, airbags, etc.).
Il a publié de nombreux ouvrages de physique et d'origami. Certains de ses livres d'origami sont traduits en français.